# Jørgen Johansen
 Der er flere personer med dette navn, se Jørgen Johansen (flertydig).
Jørgen Johansen (17. november 1922 − 12. maj 1991) var en dansk professionel bokser i letvægt. Jørgen Johansen vandt den professionelle EM-titel i letvægt i 1952, og tabte titlen i sit 5. titelforsvar i 1954. 

## Amatørkarriere
Jørgen Johansen debuterede som amatør i januar 1942, hvor han tabte på point til Børge Post, Frederiksholm, der boksede sin anden kamp.[kilde mangler]
Han vandt det Københavnske mesterskab i fjervægt i 1945, men tabte i 1946-udgaven af københavnermesterskaberne til Asger Warburg. Ved danmarksmesterskaberne senere samme år tabte Jørgen Johansen i semifinalen 1-2 til den senere mester Svend Wad. Ved københavnermesterskaberne i 1947 gik Jørgen Johansen op i letvægt og tabte til den danske mester Leif Madsen 1-2, ligesom han senere på året igen røg ud i semifinalerne ved DM, denne gang med dommerstemmerne 1-2 mod Alfred Hansen. Boksede den 9. juli 1948 igen mod den da 3-dobbelte danske mester i letvægt Leif Madsen i semifinalen om udtagelsen til Sommer-OL 1948 i London, med Jørgen Johansen tabte igen til Madsen på point. 
Jørgen Johansen opgav herefter amatørkarrieren og blev professionel. 

## Professionel karriere
Jørgen Johansen debuterede som professionel bokser den 3. september 1948 mod franskmanden Jacques Anthime med en knockout sejr i 2. omgang. Efter 12 sejre i træk mødte Jørgen Johansen 24. februar 1950 finnen Elis Ask i Göteborg, og opnåede uafgjort efter 8 omgange. I returmatchen den 14. april 1950 i KB Hallen på Frederiksberg vandt Johansen på point efter 10 omgange. 
Han mødte derefter den 31. august 1950 den italienske europamester Roberto Proietti i en ikke-titelkamp på Østerbro Stadion i København. Trods opbakning fra 20.000 tilskuere inkasserede Johansen karrierens første nederlag, da han tabte på point til italieneren efter 12 omgange. 5. januar 1951 besejrede Johansen den belgiske mester Josef Preys, der forinden havde bokset 15 omgange med Robert Proietti om europamesterskabet i letvægt. Senere samme år den 16. februar besejrede Johansen landsmanden Svend Wad på point efter 12 omgange i en kamp om det danske professionelle letvægtsmesterskab. 
Den 9. marts 1951 tabte Johansen på point til Elis Ask i Göteborg, men fik den 4. januar 1952 mulighed for revanche i K.B. Hallen, denne gang om europamesterskabet, som Elis Ask i mellemtiden havde vundet. Jørgen Johansen blev den anden danske europamester efter Knud Larsen 22 år tidligere, da han pointbesejrede Elis Ask efter 15 omgange. Han forsvarede titlen med succes mod Tommy McGovern (uafgjort), den hidtil ubesejrede Duilio Loi (point 15 omgange), Jacques Prigent (point 15 omgange) og Werner Handke (uafgjort), indtil han i en returmatch mod Duilo Loi i Milano den 6. februar 1954 måtte se sig besejret på point efter 15 omgange. I perioden som europamester opnåede Johansen at blive højt rangeret på boksemagasinet The Ring's verdensrangliste.
Jørgen Johansen boksede yderligere én kamp i karrieren, da han vandt over Louis Carrara den 19. marts 1954. 
Største sejr i karrieren var sejren over Duilio Loi, der efterfølgende vandt det ubestridte verdensmesterskab i letweltervægt og kun tabte 3 af sine 126 kampe, herunder altså mod Jørgen Johansen.
Jørgen Johansen boksede 43 kampe, hvoraf han vandt de 33 (8 før tid), tabte 7 og fik uafgjort 3 gange.

## Andre aktiviteter
Sideløbende med amatørkarrieren spillede Jørgen Johansen tillige fodbold i BK Frem, der på daværende tidspunkt var blandt de bedste danske fodboldklubber. Johansen nåede at spille for klubbens førstehold, hvor han debuterede mod AaB i en kamp den 5. maj 1946. Johansen scorede til 1-1 i sin debutkamp. 
Efter karrieren fungerede Jørgen Johansen blandt andet som kørelærer og boksepromotor. De sidste par kampe i Johansens karriere blev arrangeret af Johansen selv gennem den aldrende promotor Valdemar Christiansens licens. Efter boksekarrieren gik Johansen sammen med formanden for Hermod BK Thorkild Palle og sønnen Mogens og arrangerede boksestævner med "Gentleman" Chris Christensen som hovednavn. Johansen blev senere uvenner med familien Palle i 1963, og Johansen fortsatte herefter med at arrangere stævner med den aldrende "Gentleman" Chris som hovednavn. Det lykkedes Johansen at arrangere en EM-kamp KB-Hallen mellem "Gentleman" Chris og ungareren László Papp den 2. juli 1964, men den da 38-årige "Gentleman" Chris blev slået ud, og ved det næste stævne i København i oktober 1964 tabte Teddy Lassen, Carl Welschou og John Christensen alle deres kampe mod modstandere af tvivlsom kvalitet. Da Mogens Palle i samme periode lykkedes at få kontrakt med de succesfulde amatørbokserne Tom Bogs og Børge Krogh efter OL i 1964, var det vanskeligt for Johansen at få forretningen til at hænge sammen. Han arrangerede et stævne i Næstved i marts 1965, men opgav herefter karrieren som promotor. 
Jørgen Johansen udgav i 1952 bogen Ringen fri på forlaget Westermann.

## Eksterne links
- Jørgen Johansens professionelle rekordliste på boxrec.com
- Oversigt over boksestævner arrangeret af Johansen på Boxrec.com
- Jørgen Johansen vs Duilo Loi 1952 på youtube.com
- Biografi på lionheart-boxing.dk (Webside ikke længere tilgængelig)